# Sexta cúpula do BRICS
A sexta cúpula do BRICS foi uma reunião diplomática dos BRICS - grupo de grandes países emergentes que inclui Brasil, Rússia, Índia, China e África do Sul. A cúpula aconteceu de 15 a 16 de julho de 2014, em Fortaleza, Ceará. O Brasil é o primeiro país anfitrião, no atual ciclo de cinco anos de reuniões anuais. Em abril de 2010, o país já havia sediado, em Brasília, uma cúpula do BRIC (com quatro membros), da qual a África do Sul participou como país convidado, num prelúdio à sua adesão plena, o que ocorreu em dezembro de 2010.
A sexta cúpula do BRICS  foi marcada pela criação do Novo Banco de Desenvolvimento pelos cinco países do grupo.

## Antecedentes
Após a cúpula dos BRICS de 2013 em Durban, na África do Sul, os países BRICS emitiram uma declaração conjunta resumindo os resultados de suas discussões e nomearam o Brasil como o país anfitrião da cúpula de 2014. Depois de acordada a criação de um novo banco de desenvolvimento internacional durante a cúpula de 2013, os países membros deveriam concluir as providências necessárias para a criação dessa instituição antes da cúpula de 2014. A reunião foi inicialmente prevista para março de 2014, mas foi postergada, a pedido da China, realizando-se em julho do mesmo ano.

## Participantes
| Membros principais O país e o líder anfitrião estão destacados em negrito. |               |                  |                   |
| Membros                                                                    | Membros       | Representado por | Título            |
| Brasil                                                                     | Brasil        | Dilma Rousseff   | Presidente        |
| Rússia                                                                     | Rússia        | Vladimir Putin   | Presidente        |
| Índia                                                                      | Índia         | Narendra Modi    | Primeiro-ministro |
| China                                                                      | China         | Xi Jinping       | Presidente        |
| África do Sul                                                              | África do Sul | Jacob Zuma       | Presidente        |

Líderes convidados
- Argentina: Cristina Kirchner, Presidente da Argentina[13][14][15][16]

## Eventos

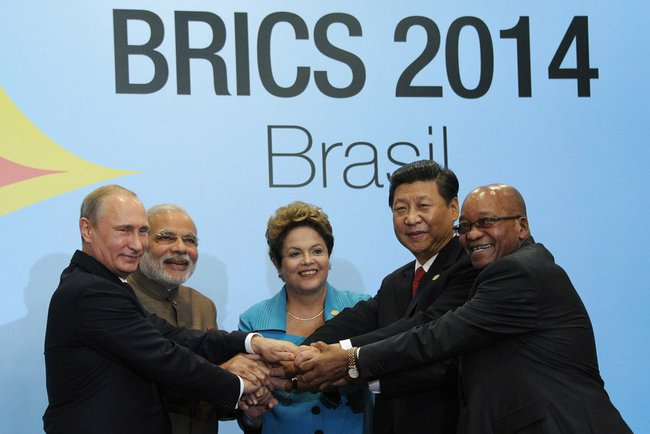
Líderes do BRICS na cúpula em Fortaleza, Brasil. Da esquerda para direita: Putin, Modi, Rousseff, Xi e Zuma.

A anfitriã, a presidente Dilma Rousseff, convidou os líderes dos BRICS para a Copa do Mundo FIFA de 2014. Modi respondeu, dizendo: "Esportes trazem um espírito de amizade e pertencimento entre as nações do mundo. Que a Copa do Mundo se torne uma ponte para conectar nações. Jo khele, wo oi khile (Apenas aqueles que estão a florecer)!".

## Agenda
A agenda da cúpula foi marcada pelos acordos estabelecidos, principalmente aquele que trata da criação do Novo Banco de Desenvolvimento. Foi criado também um fundo de moeda de reserva no valor de mais outros 100 bilhões de dólares e assinados documentos sobre a cooperação entre as agências de crédito à exportação dos BRICS e um acordo de cooperação em matéria de inovação.

### Novo Banco de Desenvolvimento
O Novo Banco de Desenvolvimento ou Banco dos BRICS foi criado em 15 de julho, quando o grupo assinou um documento destinando 100 bilhões de dólares à instituição.
Em um comunicado à imprensa, o grupo escreveu: "Continuamos decepcionados e seriamente preocupados com a atual não-aplicação das reformas de 2010 do Fundo Monetário Internacional (FMI), o que impacta negativamente a legitimidade, credibilidade e eficácia do FMI". A instituição financeira do grupo foi interpretada como uma rival para o FMI e o Banco Mundial. A sede do Banco dos BRICS será em Xangai, o primeiro presidente será da India, o primeiro escritório regional do banco será na África do Sul, o primeiro diretor da equipe de governadores será da Rússia e o primeiro líder da equipe de diretores será do Brasil. A presidência do conselho do banco, com um mandato de cinco anos, será rotativa entre os integrantes do bloco. 

### Arranjo Contingente de Reservas
Os líderes também decidiram criar um fundo de reserva de 100 bilhões de dólares, o Arranjo Contingente de Reservas. Esse fundo se destina a corrigir eventuais desequilíbrios de balanço de pagamentos dos países signatários. Segundo o ministro da Fazenda do Brasil, Guido Mantega, o Arranjo de Reservas de Contingência será, para os países do BRICS, uma proteção adicional à do FMI, diante da ocorrência de ataques especulativos às suas moedas.
Este fundo será constituído de 10 bilhões de dólares em "capital integralizado" (dois bilhões de cada um dos membros a serem prestados ao longo de sete anos) e um adicional de 40 bilhões de dólares para serem "pagos a pedido". Fora do capital inicial total de 50 bilhões de dólares, a China contribuirá com 41 bilhões, enquanto Brasil, Rússia e Índia dariam 18 bilhões de dólares cada. A África do Sul contribuiria com 5 bilhões. Está programado que a instituição comece os empréstimos em 2016 e se abra à participação de outros países, mas o capital social dos BRICS não pode cair abaixo de 55 por cento.

## Reações
O presidente russo, Vladimir Putin, disse no encontro que procurou reduzir a dependência do dólar dos Estados Unidos e reforçar o estado de direito internacional:

No caso dos BRICS, vemos todo um conjunto de interesses estratégicos coincidentes. Em primeiro lugar, esta é a intenção comum de reformar o sistema monetário e financeiro internacional. Na forma atual, é injusto para os países BRICS e às novas economias em geral. Devemos ter um papel mais ativo no FMI e no sistema de tomada de decisões do Banco Mundial. O próprio sistema monetário internacional depende muito do dólar dos Estados Unidos, ou, para ser mais preciso, da política monetária e financeira das autoridades norte-americanas. Os países do BRICS querem mudar isso.
Mike Billington, do Executive Intelligence Review, disse, sobre a criação do banco, que as "nações dos BRICS, essencialmente, mudaram a história do mundo. Elas estabeleceram um novo paradigma para o mundo (...)" 

## Encontros bilaterais
Jinping declarou que havia se reunido com Modi para tratar de uma possível expansão da Organização para Cooperação de Xangai, que passaria, a convite da China, a incluir também a Índia como membro pleno a partir da cúpula de 2014 da organização.  As relações bilaterais entre os países BRICS tem sido conduzidas principalmente com base nos princípios de não-interferência, igualdade e benefício mútuo. 

## Cúpula BRICS-UNASUL

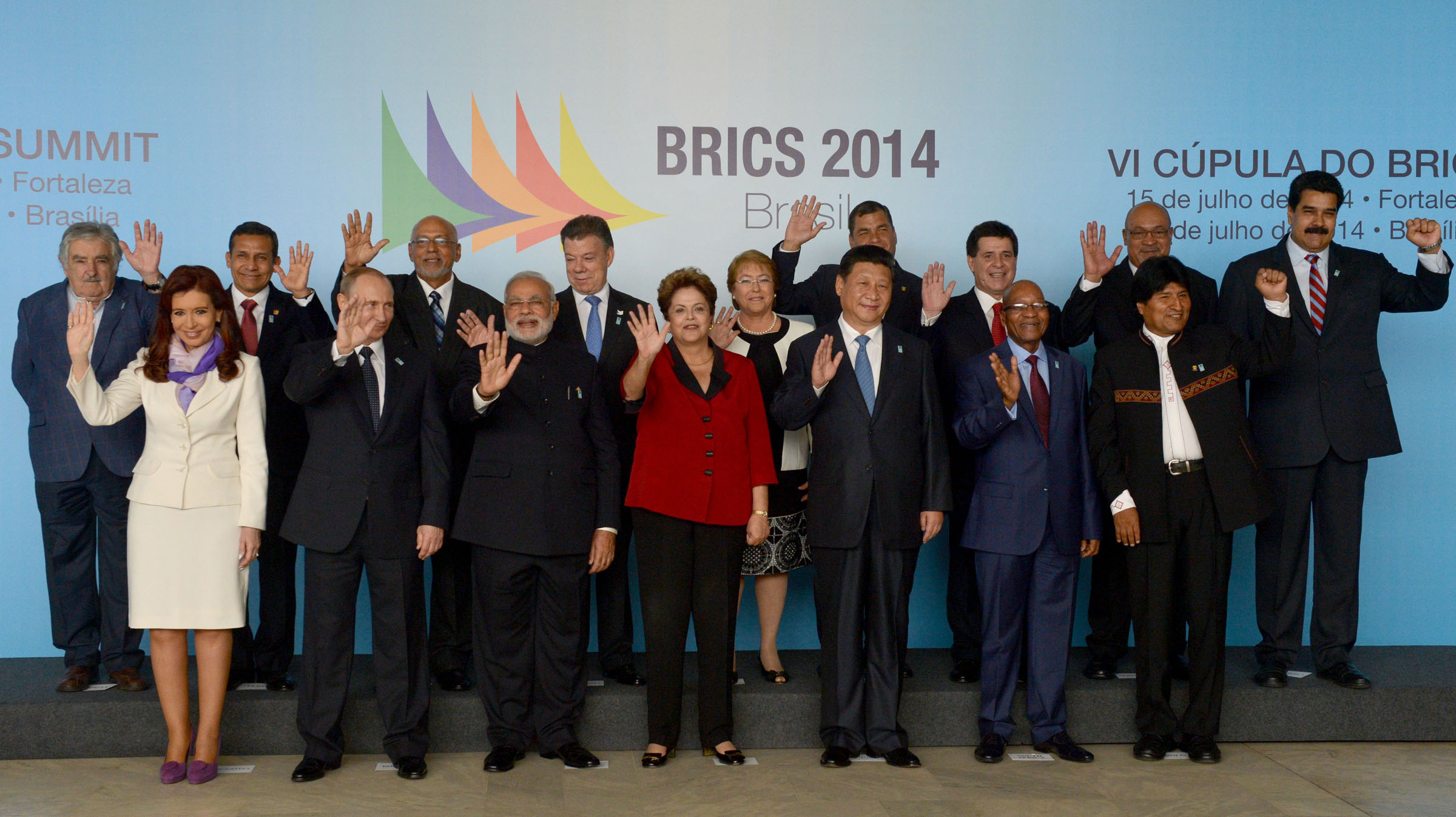
Líderes da União de Nações Sul-Americanas (UNASUL) reunidos com o BRICS durante a 6ª reunião de cúpula do grupo em Fortaleza, Brasil.

Os BRICS realizaram uma cimeira com os líderes da Unasul, em Brasília, em 16 de julho.
Líderes da UNASUL convidados:
- Argentina – Cristina Fernández de Kirchner[13][14][35][16]
- Bolívia – Evo Morales
- Chile – Michelle Bachelet
- Colômbia – Juan Manuel Santos
- Equador – Rafael Correa
- Guiana – Donald Ramotar
- Paraguai – Horacio Cartes
- Peru – Ollanta Humala
- Suriname – Dési Bouterse
- Uruguai _ José Mujica
- Venezuela – Nicolás Maduro

## Galeria dos líderes participantes

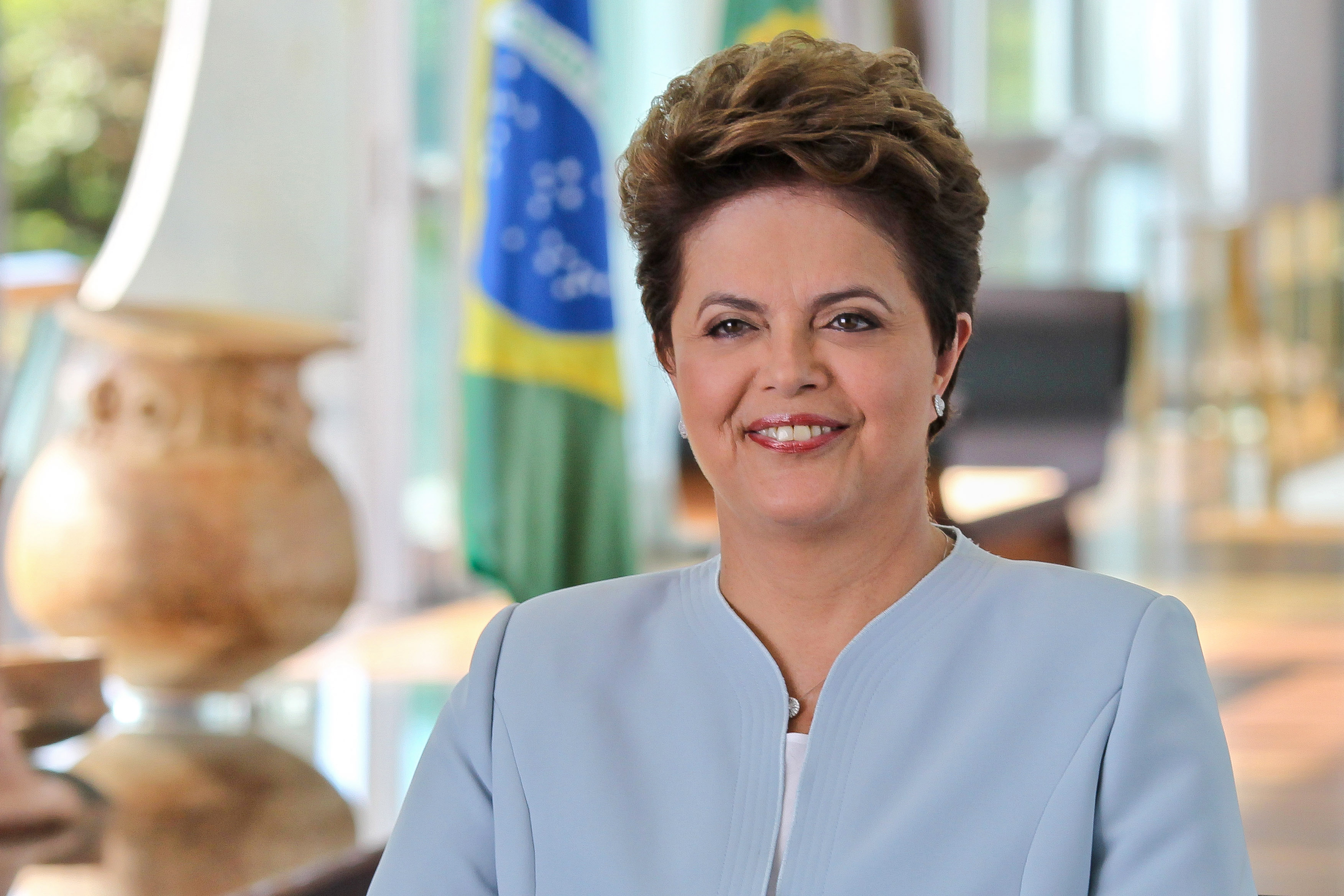
BRA Dilma Rousseff, Presidente
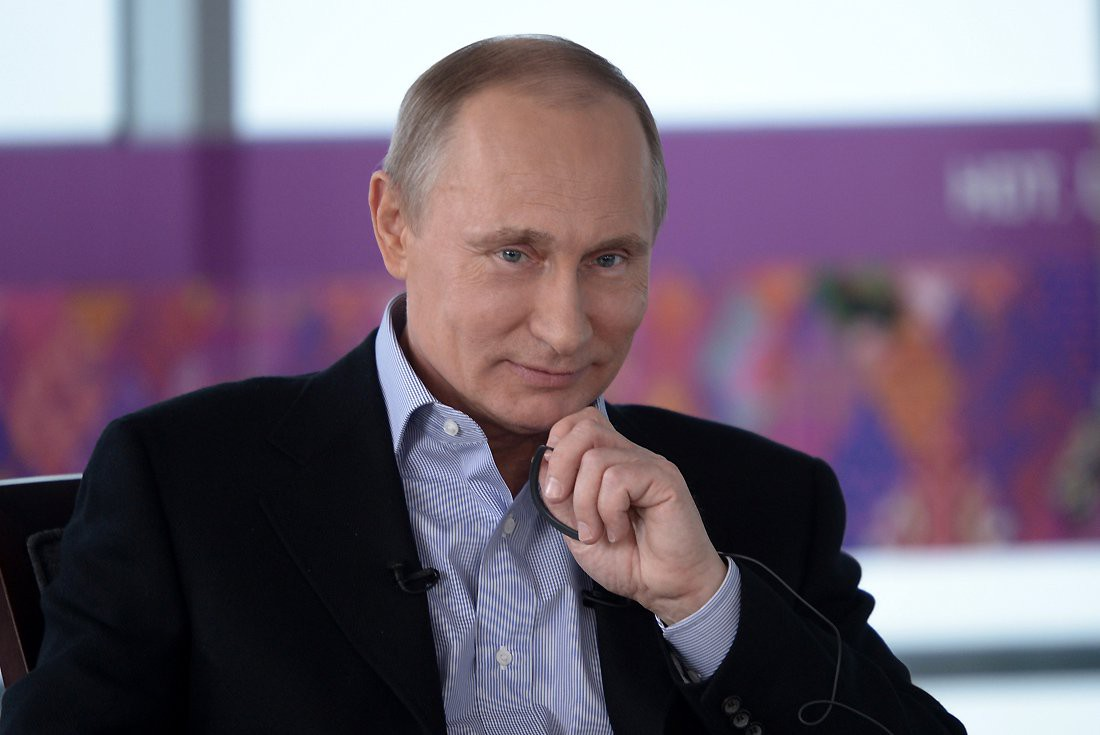
RUS Vladimir Putin, Presidente
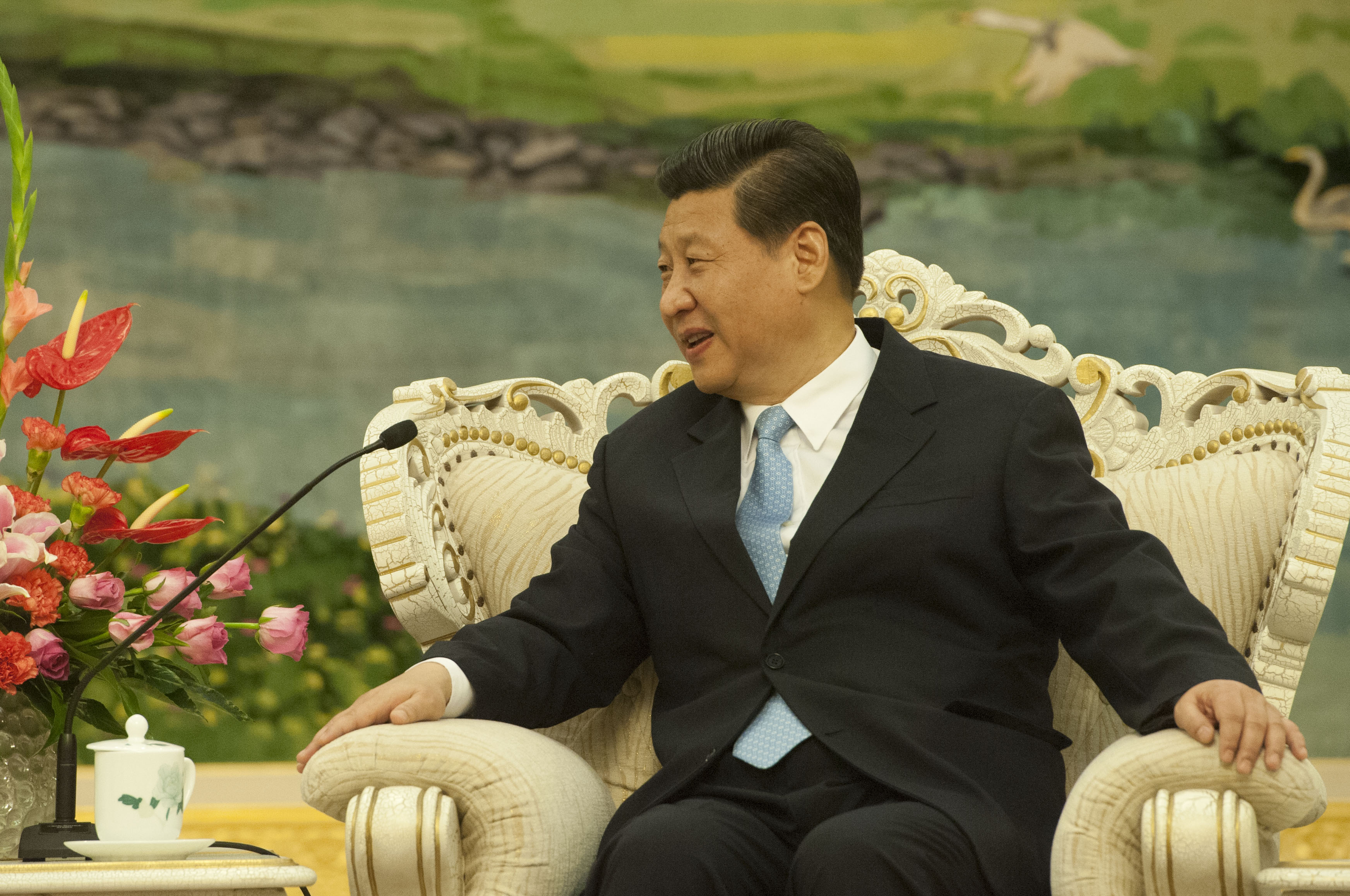
CHN Xi Jinping, Presidente
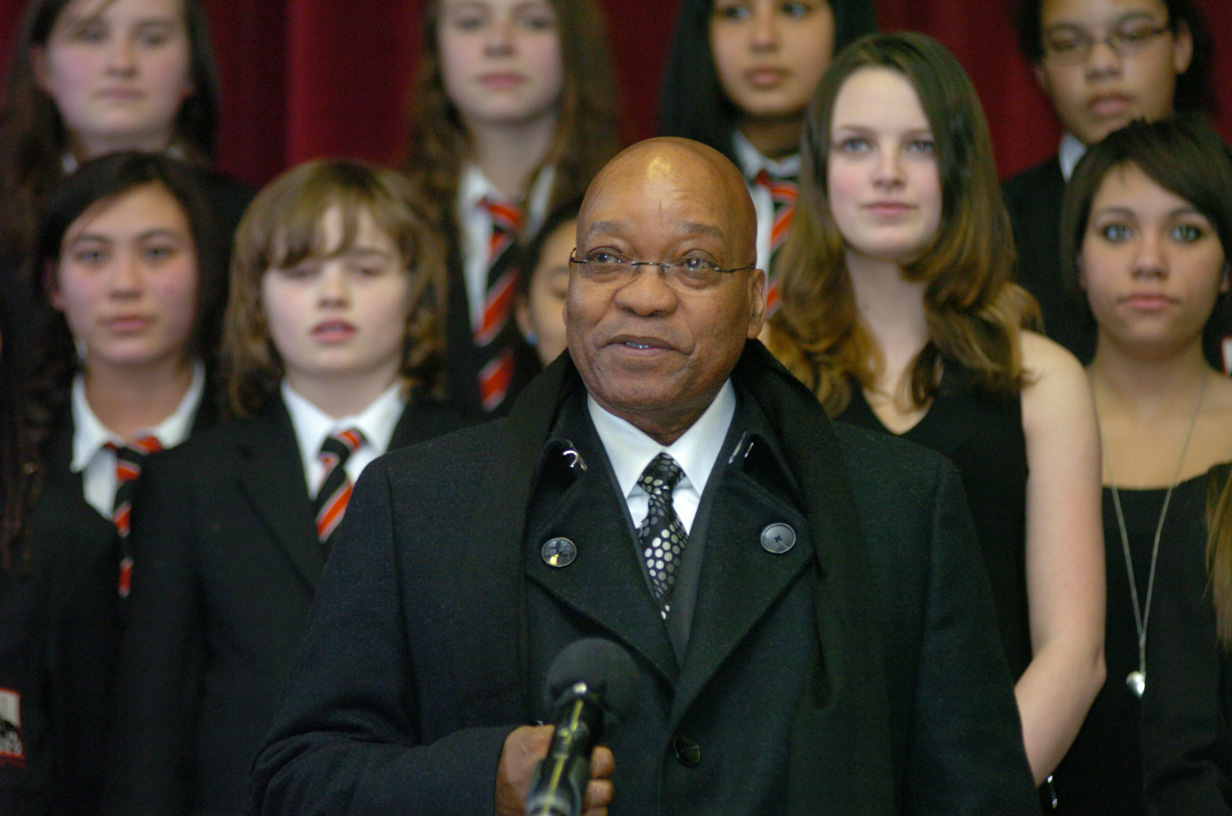
ZAF Jacob Zuma, Presidente

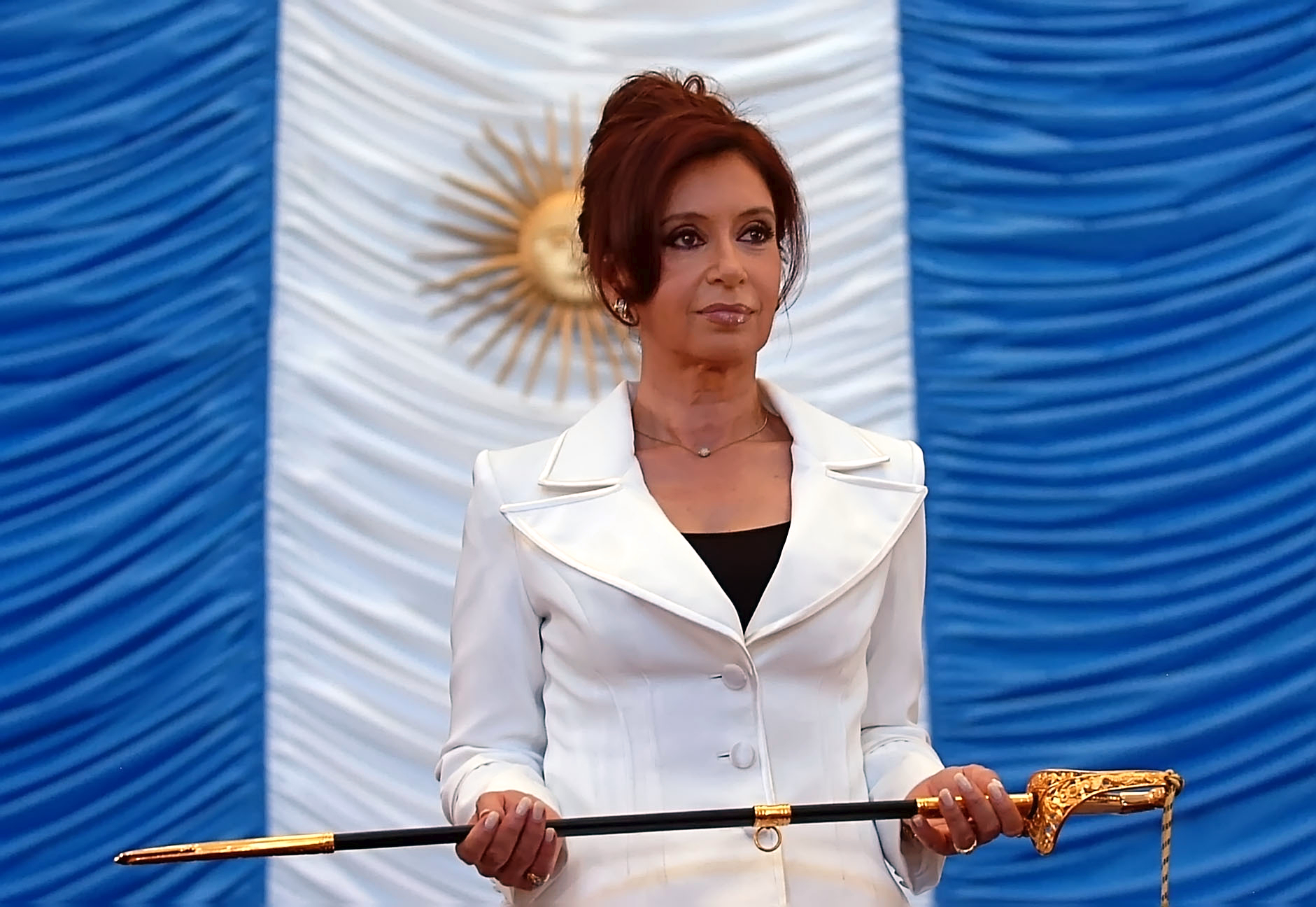
ARG Cristina Kirchner, Presidente

Membros
- Brasil
Dilma Rousseff, Presidente
- Rússia
Vladimir Putin, Presidente
- China
Xi Jinping, Presidente
- África do Sul
Jacob Zuma, Presidente

Convidados
- Argentina
Cristina Kirchner, Presidente